# Leucophenga angulata
Leucophenga angulata är en tvåvingeart som beskrevs av Singh, Dash och Fartyal 2000. Leucophenga angulata ingår i släktet Leucophenga och familjen daggflugor. Inga underarter finns listade i Catalogue of Life.